# Grace/Wastelands
Grace/Wastelands — дебютный сольный студийный альбом британского музыканта Пита Доэрти (бывший лидер группы The Libertines, ныне — лидер Babyshambles), издан в 2009 году. В записи приняли участие: гитарист группы Blur Грэм Коксон, который играет на всех песнях в альбоме, кроме «Broken Love Song», Дот Аллисон, Питер Вульф и члены Babyshambles. Альбом был положительно встречен критиками, многие сошлись на том, что он доказывает талант Доэрти, несмотря на его проблемы с наркотиками.

## Об альбоме
О выходе альбома было объявлено 13 января 2009 года. В Великобритании он должен был выйти 16 марта, через неделю после выхода сингла «Last of the English Roses». Тогда же был показан трек-лист и список музыкантов, участвовавших в записи.
Оригинальный трек-лист включал песню «Through The Looking Glass», но она была заменена на «I Am The Rain». «Through The Looking Glass» в итоге появилась в качестве би-сайда к синглу «Last of the English Roses». Предварительный трек-лист также включал песню «Darksome Sea», написанную в соавторстве с Питером Вульфом летом 2008 года, однако песня не попала в альбом.
Grace/Wastelands получил положительные отзывы и занял неплохие места в чартах.

## Приём
Metacritic дал альбому 74 балла из 100 на основе 22 обзоров.
Q дал альбому оценку 4 из 5, заявив что он «опровергает заявление о том, что талант Доэрти был смертельно растрачен».
The Observer заявил, что альбом «приветствует Пита Доэрти, выдающегося певца и автора песен и харизматичного поэта-бродягу. Приятно наконец встретиться с ним.»

## Список композиций
Все песни написаны самим Доэрти, кроме четырёх: «A Little Death Around the Eyes» в соавторстве с Карлом Баратом, «I Am the Rain» с Джоном Робинсоном, «Sheepskin Tearaway» с Дот Аллисон и «Broken Love Song» с Питером Вульфом.
| #   | Название                       | Продолжительность |
| --- | ------------------------------ | ----------------- |
| 1.  | Arcady                         | 2:53              |
| 2.  | Last of the English Roses      | 4:59              |
| 3.  | 1939 Returning                 | 3:10              |
| 4.  | A Little Death Around the Eyes | 3:32              |
| 5.  | Salome                         | 3:14              |
| 6.  | I Am the Rain                  | 3:14              |
| 7.  | Sweet by and By                | 3:05              |
| 8.  | Palace of Bone                 | 4:24              |
| 9.  | Sheepskin Tearaway             | 2:43              |
| 10. | Broken Love Song               | 3:44              |
| 11. | New Love Grows on Trees        | 3:38              |
| 12. | Lady, Don’t Fall Backwards     | 2:17              |

## Позиции в чартах
| Страна         | Позиция |
| -------------- | ------- |
| Австрия        | 11      |
| Бельгия        | 7       |
| Великобритания | 17      |
| Германия       | 20      |
| США            | 35      |
| Франция        | 7       |
| Швейцария      | 10      |
| Швеция         | 13      |